# 부르고뉴 (옛 행정 구역)
부르고뉴(프랑스어: Bourgogne 듣기 (도움말·정보))는 프랑스 동부 레지옹으로 중심 도시는 디종, 면적은 31,582km2, 인구는 1,631,000명(2008년 기준).
동쪽으로는 프랑슈콩테, 남쪽으로는 오베르뉴(현재의 오베르뉴론알프)와 론알프(현재의 오베르뉴론알프), 서쪽으로는 상트르발드루아르, 북서쪽으로는 일드프랑스, 북쪽으로는 샹파뉴아르덴(현재의 그랑테스트)과 접한다. 4개 주(니에브르주, 손에루아르주, 욘주, 코트도르주)를 관할한다.
역사적으로 부르고뉴 공국을 이루던 곳이며 부르고뉴 포도주의 생산지로 널리 알려진 곳이기도 하다. 2016년 1월 1일을 기해 시행된 레지옹 개편에 따라 부르고뉴와 프랑슈콩테가 부르고뉴프랑슈콩테로 하나가 됐다.